# Мирдалсийокутъл
Мирдалсийокутъл (на исландски: Myrdaisjökull) е ледник в най-южната част на Исландия. Площ 595 km² – 4-ти по големина в Исландия след Вахтнайокутъл, Лаунгийокутъл и Хофсийокутъл. Представлява издут леден купол, издигащ се до 1493 m н.в. (средна височина 990 m). На югозапад и югоизток от него до 200 m н.в. се спускат долинните ледници Соулхеймайокутъл и Хьовдабрекюйокутъл. Западно от него се намира по-малкият покривен ледник Ейяфятлайокутъл с едноименния вулкан, висок 1666 m. По южния склон на планинския масив и ледника годишно падат до 4000 mm валежи. Под ледената покривка на ледника Мирдалсийокутъл и по неговите краища са разположен няколко действащи вулкана, като най-голям от тях е Катла (970 m) с последно изригване през 1918 т. От ледника водят началото си множество малки реки, течащи на изток, юг и запад. Южно от ледника, на брега на океана се намира малкото селище Вик, най-южното и най-влажното място на Исландия.